# Acinipe atlantis
Acinipe atlantis är en insektsart som beskrevs av Marius Descamps och Mounassif 1972. Acinipe atlantis ingår i släktet Acinipe och familjen Pamphagidae. Inga underarter finns listade i Catalogue of Life.